# Mom + Pop Music
Mom + Pop Music – amerykańska niezależna wytwórnia płytowa, założona w 2008 roku przez Michaela Goldstone’a, Cliffa Burnsteina i Petera Menscha. Wspólnie wymyślili nazwę Mom + Pop.

## Historia
Wytwórnia Mom + Pop została założona latem 2008 roku w Nowym Jorku przez Michaela Goldstone’a, przy początkowym wsparciu Petera Menscha i Cliffa Burnsteina, założycieli Q Prime. Był to czas kryzysu finansowego i załamania sprzedaży albumów. W 2009 roku do Goldstone’a dołączył Thaddeus Rudd. Po 2010 roku Mom + Pop po raz pierwszy odniosła sukces, podpisując kontrakty z takimi artystami jak Sleigh Bells, Metric, Andrew Bird i Poliça. W 2012 roku firmę przejęli Goldstone i Rudd. (Mensch i Burnstein odeszli). Wytwórnia zatrudnia 15 pełnoetatowych pracowników (wśród których jest własny zespół promocyjny); ma również sieć niezależnych przedstawicieli prasowych na całym świecie. Dystrybucją jej wydawnictw zajmuje się firma RED.
Latem 2020 roku Mom + Pop Music założyła spółkę joint venture z firmą Further, zajmującą się promocją radiową i rozwojem artystów. Celem spółki jest pomoc większej liczbie niezależnych utworów, odnoszących sukces w serwisach streamingowych, w przebiciu się również na antenie radiowej.

## Artyści
Wytwórnia wydała albumy takich artystów jak:

- Alice Merton
- Alina Baraz
- Andrew Bird
- Courtney Barnett
- Flume
- Ingrid Michaelson
- The Jon Spencer Blues Explosion
- Metric
- Neon Indian
- Poliça
- Porter Robinson
- Sleater-Kinney
- Sleigh Bells
- Tash Sultana
- Tei Shi
- Tokyo Police Club
- Tom Morello
- Tycho
- Wavves